# Pollenia scalena
Pollenia scalena är en tvåvingeart som beskrevs av Dear 1986. Pollenia scalena ingår i släktet vindsflugor, och familjen spyflugor. Inga underarter finns listade i Catalogue of Life.